# Гуарани (группа народов)

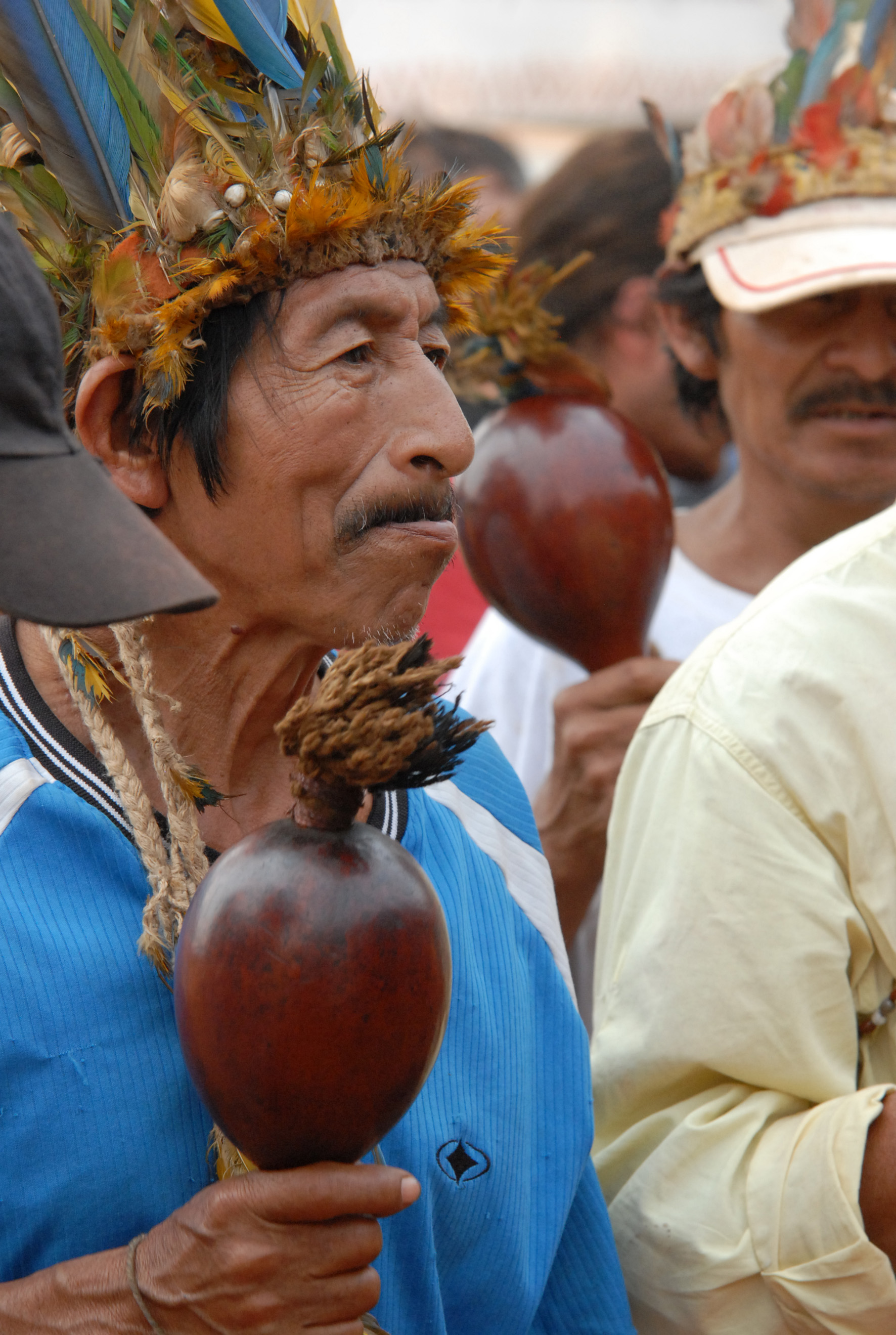
Шаман гуарани

Гуарани́ — группа индейских народов в Южной Америке, говорящих на языках гуаранийской группы. Проживают в основном на территории Парагвая, где парагвайский гуарани является официальным языком, а также в соседних с Парагваем районах Бразилии, Аргентины и Боливии. Численность гуарани оценивается примерно в 257 тысяч человек, при этом к гуарани могут быть отнесены большинство метисов Парагвая (до 4 млн человек).

## Состав
Родственный народ — тупи в Бразилии; исторически разница между тупи и гуарани невелика, и существует мнение, что восприятие их как двух отдельных групп народов связано с колонизацией территории народов тупи-гуарани двумя разными странами (Португалия и Испания).
Происхождение этнонима гуарани спорно — он исторически применялся в нескольких разных значениях. До прихода европейцев индейцы гуарани называли себя ава («люди»), что до сих пор является названием одной из групп гуарани — ава гуарани. Термин гуарани применялся иезуитскими миссионерами для перешедших в христианство индейцев для отличения их от «лесных людей» — кайва (ср. современная группа гуарани каюва в Бразилии).
Хотя все гуарани разделяют общую культуру, разные группы и племена гуарани отличаются друг от друга.

## История

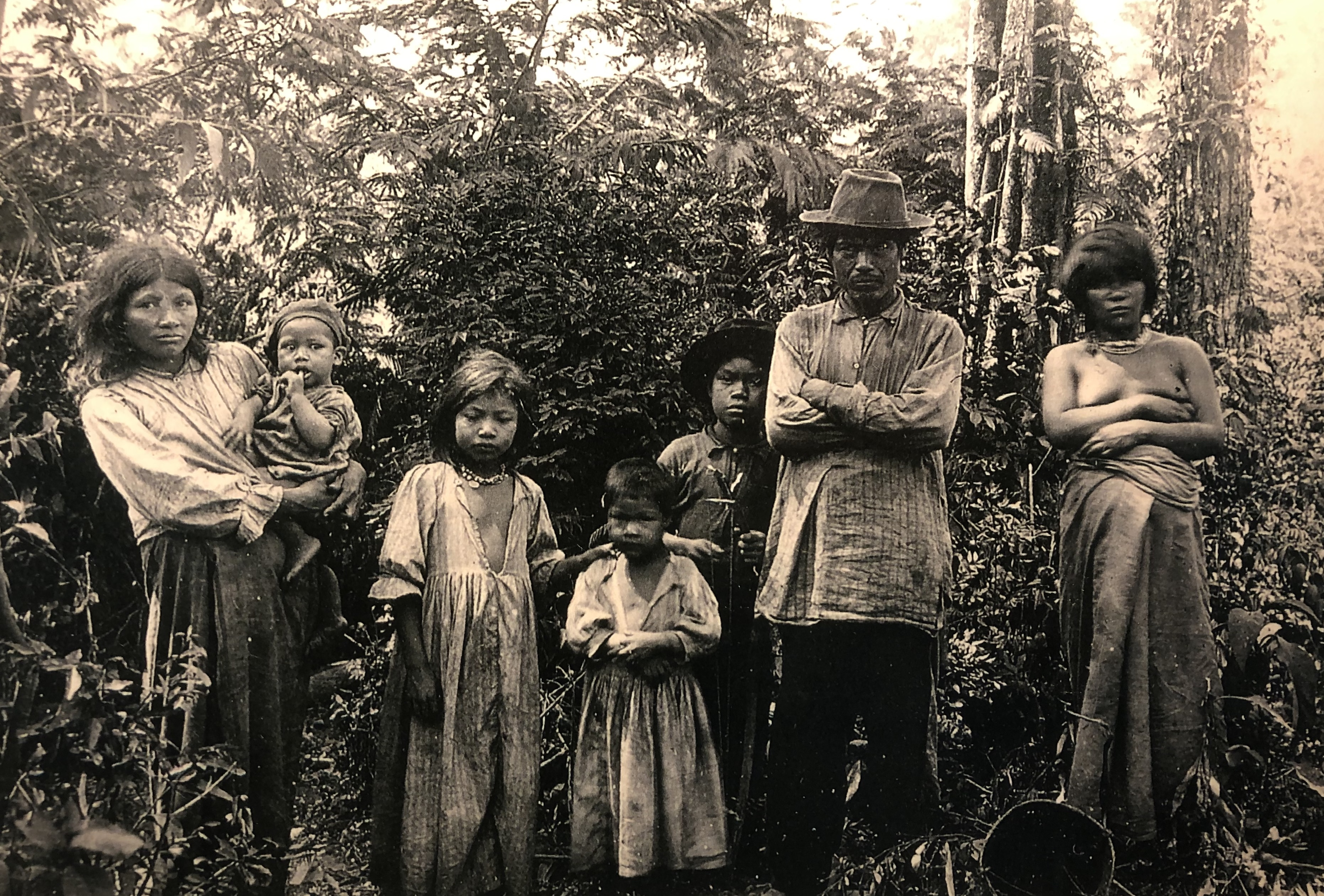
Гуарани в 1910-х годах

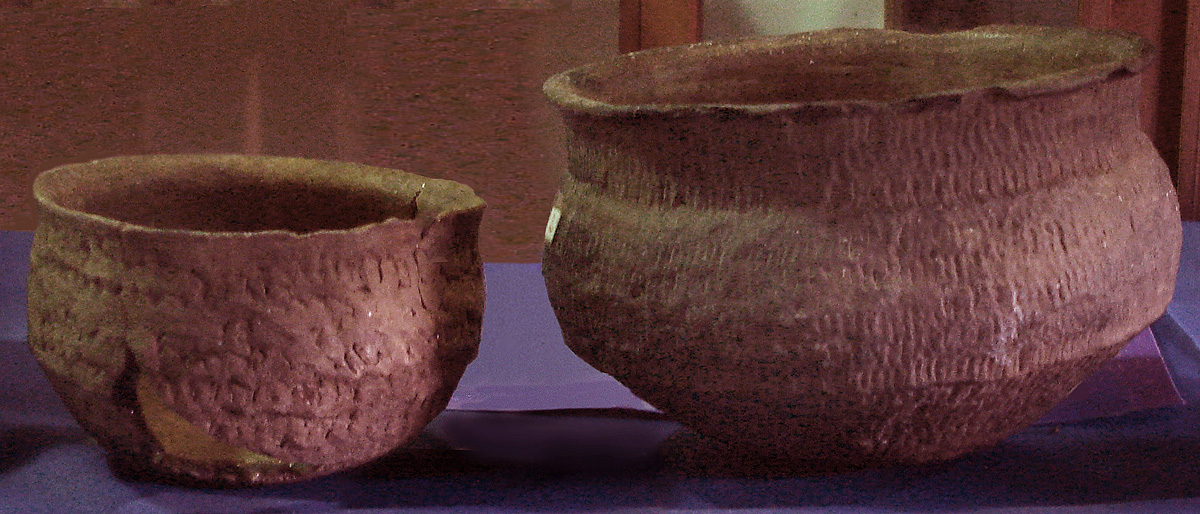
Керамика гуарани (музей в Триунфу (Бразилия))

Доколумбова история гуарани не установлена достоверно, поскольку ни гуарани, ни их соседи не владели письменностью, и ранняя история народа сохранилась в устных преданиях наряду с мифами.
Народы тупи-гуарани представляли собой обособленную группу уже в III тысячелетии до н. э. и в это время, по-видимому, медленно мигрировали с территорий по реке Мадейра — к северу от нынешнего ареала распространения.
В начале нашей эры народы тупи-гуарани частично разделились: тупи двигались обратно на север к Амазонке и на восток — к атлантическому побережью, а гуарани — на юг и запад, заселяя Лаплатскую низменность.
К приходу европейцев гуарани насчитывали около 400 тыс. человек и были, в основном, оседлыми земледельцами, сочетавшими подсечно-огневое земледелие с охотой и рыболовством. Типичная деревня состояла из нескольких длинных общинных домов на 10-15 семей, общины составляли племенные группы, объединённые одним диалектом. Основу питания составляли маниок, маис, батат, бобы, арахис, дичь и мёд. Из ремёсел было распространено гончарное, ткачество и резьба по дереву. Распределение продуктов в каждой деревне производилось выборным вождем-касиком и советом старейшин. Гуарани хорошо знали флору своих земель, и на сегодняшний день язык гуарани является третьим, после греческого и латинского, этимологическим источником для ботанических названий.
Религией гуарани, как и у других индейцев Америки, был политеистический анимизм с почитанием предков. Бытовало представление о Земле без зла (гуар. Yvy marâne'ÿ) — под этим подразумевалась не жизнь после смерти, а бессмертие при жизни; предполагается, что миграции гуарани могли быть связаны с поисками такой земли. По отчётам иезуита Мартина Добрицхоффера, в прошлом имелась ограниченная практика каннибализма, возможно, как часть ритуала похорон. Мифы и сказания, составляющие мифологию гуарани, до сих пор популярны в сельских районах Парагвая. Особую важность в мифологии гуарани имеют водопады Игуасу.

### Встреча с европейцами

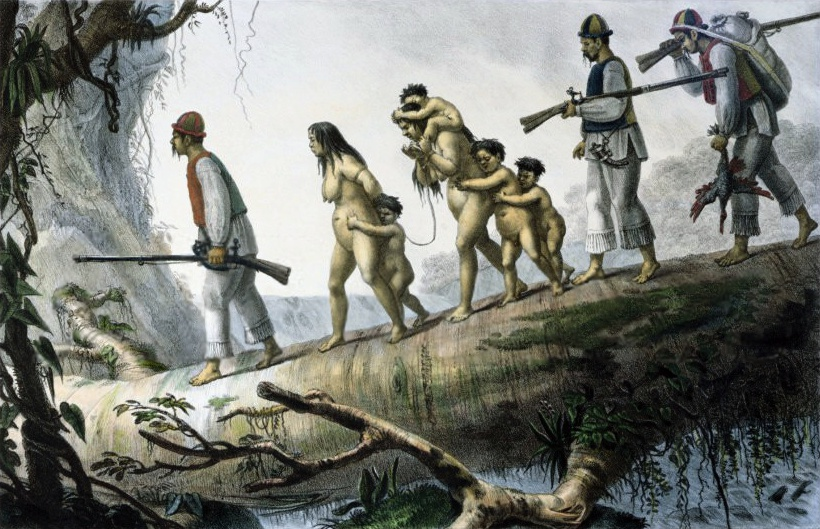
Семья гуарани, захваченная работорговцами. Художник — Жан-Батист Дебре

Первый контакт гуарани с европейцами состоялся в 1537 году, когда конкистадор Гонсало де Мендоса (англ. Gonzalo de Mendoza) пересёк «территорию Парагвай» и основал Асунсьон, ставший административным колониальным центром Испании в XVI—XVIII веках, а затем — столицей Парагвая.
Об индейцах района Асунсьона сохранились отзывы, как о заметно более дружелюбных по сравнению с индейцами района Буэнос-Айреса.
Первый губернатор испанской территории Гуайра, основанной на части земель населённых гуарани, ввёл практику обращения индейцев в рабство. Параллельно с этим испанцы вступали в сожительство с женщинами гуарани.
Иезуиты появились в регионе в 1585 году, и к 1608 году, в результате их протестов против порабощения индейцев, король Филипп III разрешил иезуитам колонизировать и обращать в христианство индейцев Гуайры. В результате гуарани с территории Бразилии, где работорговцы были особенно активны, начали перемещаться к миссиям иезуитов в Гуайре. Колониальная администрация не позволяла индейцам владеть огнестрельным оружием, и гуарани не могли противостоять организованным бандам паулистов, занимавшимся работорговлей и базировавшимся на португальском Сан-Паулу.

### Иезуитские миссии

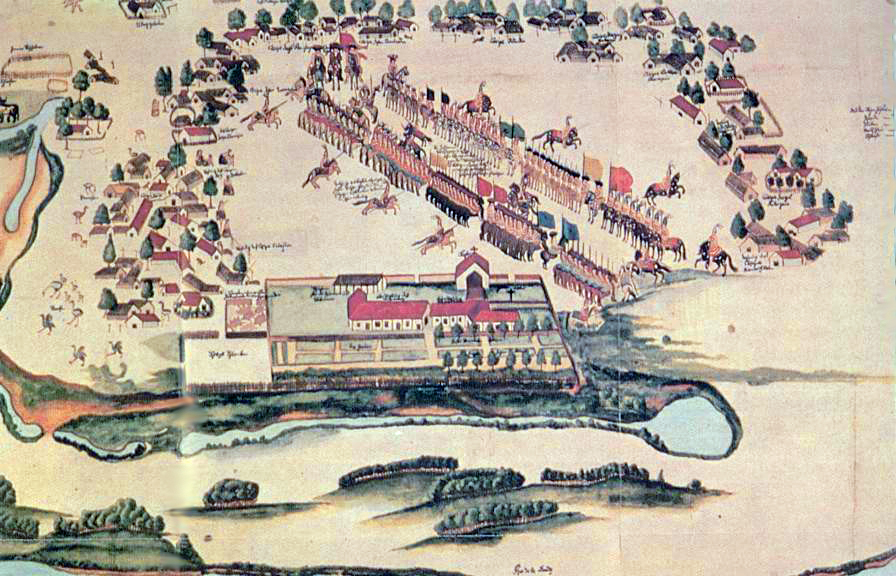
Кавалерия гуарани тренируется в редукции (иллюстрация иезуита Флориана Бауке)

Первая иезуитская миссия, Лорето, была основана в 1610 году. Поскольку пользующиеся королевской поддержкой миссии могли предоставить гуарани защиту, поток переселенцев на вновь расчищаемые земли на юго-востоке Парагвая был велик, и в скором времени население 12 новопостроенных миссий насчитывало 40 тыс. человек. Иезуиты управляли индейцами в миссиях через вождей-касиков, способствовали переходу гуарани от земледелия к скотоводству. Однако одного только королевского распоряжения оказалось недостаточно для защиты. К 1638 году, после ряда штурмов миссий отрядами работорговцев,  большинство миссий было разрушено и более 60 тыс. гуарани было продано на рынках Сан-Паулу и Рио-де-Жанейро. В этом же году иезуиты смогли добиться от папы Урбана VIII письма, запрещающего порабощение индейцев из миссий, а от испанского короля Филиппа IV — разрешения вооружать огнестрельным оружием гуарани-христиан. После нескольких стычек в 1641 году отряда работорговцев, насчитывавшего 800 человек, с вооружёнными гуарани, натиск на миссии прекратился на десять лет. Ко времени своего максимального процветания в первой половине XVIII века миссии охранялись хорошо обученными и вооружёнными отрядами гуарани, насчитывавшими до 7 тыс. человек. Эти отряды сражались на стороне испанских войск при стычках с португальцами.
В то же время взаимодействие иезуитов с индейцами-гуарани не было абсолютно мирным, многие вожди боролись против пришельцев, а большое восстание гуарани 1628 года было подавлено с помощью испанских войск.
В 1732 году 30 миссий-редукций региона Гуарани насчитывали 141 252 обращённых в христианство гуарани. Разразившаяся двумя годами позже эпидемия оспы унесла жизни 30 тысяч из них. Общее число индейцев-гуарани, находившихся под контролем иезуитов, доходило до 300 тысяч. Большинство хозяйственных и административных должностей в редукциях занимали индейцы, зачастую иезуиты были представлены в редукции только двумя членами ордена; индейское население одной миссии составляло от двух до семи тысяч. Помимо земледелия и скотоводства, гуарани в миссиях занимались разнообразными ремёслами, включая изготовление оружия, пороха, ювелирных изделий, музыкальных инструментов (так появилась парагвайская арфа) и картин, в нескольких миссиях печатались религиозные книги на гуарани.

#### Война гуарани
Когда после Мадридского договора земли семи миссий на восточном берегу реки Уругвай были переданы Португалии, отказавшиеся переселяться гуарани под предводительством Сепе Тиаражу противостояли испанским войскам, пока в 1756 году в войне гуарани не потерпели поражение от объединённых испано-португальских сил, после чего, однако, Мадридский договор был пересмотрен. Эти события нашли отражение в оскароносной драме Миссия.

### После изгнания иезуитов
В 1768 году иезуиты были изгнаны из испанских владений, и миссии-редукции перешли к другим орденам, прежде всего к францисканцам. Многие гуарани получили индивидуальные земельные наделы. Часть ремесленников, освободившись от контроля иезуитов, переехала в города, где они могли больше зарабатывать.
В результате плохого управления миссии пришли в упадок, и большинство индейцев вернулось в деревни. По переписи 1801 года в миссиях проживало 45 тысяч гуарани. Поголовье скота сошло на нет, земли и хозяйство находились в плачевном состоянии. Период революций и борьбы за независимость довершил разрушение хозяйств миссий, и к 1814 году в миссиях осталось 8 тысяч гуарани.
После того, как отряд гуарани в две с половиной тысячи человек под командованием индейца Андреса Гуасурари (Andrés Guazurarí) по прозвищу Андресильо участвовал в походах и сражениях на стороне аргентинских войск Бельграно, Андресильо получил от Артигаса звание «генерал-капитана миссий». В 1811 году Аргентина назначила Андреса Гуасурари губернатором провинции Гранд-Мисьонес, в которую вошла вся территория бывшего «государства иезуитов». Губернатор-гуарани проводил земельную реформу и освобождал рабов. К 1817 году войска Андресильо установили полный контроль над территорией редукций, фактически создав «государство гуарани». В течение некоторого времени на земли Гранд-Мисьонес претендовало несколько новосозданных государств, в то время как провинция фактически была самоуправляемой.
На территории Парагвая редукции были лишены в 1817 году особого статуса диктатором Парагвая Франсия в рамках уравнивания прав всех жителей страны. Франсия принял в качестве гимна страны песню Tetã Purahéi на языке гуарани. Карлос Антонио Лопес, ставший диктатором Парагвая с 1844, пытался искоренить культуру индейцев и максимально ассимилировать их. Он запретил преподавание и книгопечатание на языке гуарани и издал указ о замене всех индейских имён и фамилий на испанские. При его сыне Франсиско Солано Лопесе, и особенно во время парагвайской войны (1864—1870) (гуар. Ñorairõ Guazú) принадлежность к гуарани и сам язык стали рассматриваться как объединяющий патриотический фактор, стали выходить газеты на гуарани и широко публиковалась патриотическая поэзия на этом языке. Война, в которой погибло большинство населения Парагвая, не обошла и племена гуарани. Дополнительным следствием войны была аннексия территорий, заселённых гуарани, Аргентиной и Бразилией.
В чакской войне (1932—1935) между Парагваем и Боливией гуарани участвовали с обеих сторон, и снова в Парагвае культура гуарани служила патриотической пропаганде. Бытовали рассказы о боливийских гуарани, которые, услышав с парагвайской стороны родной язык, впадали в шок и отказывались подчиняться боливийцам.

### Современное положение

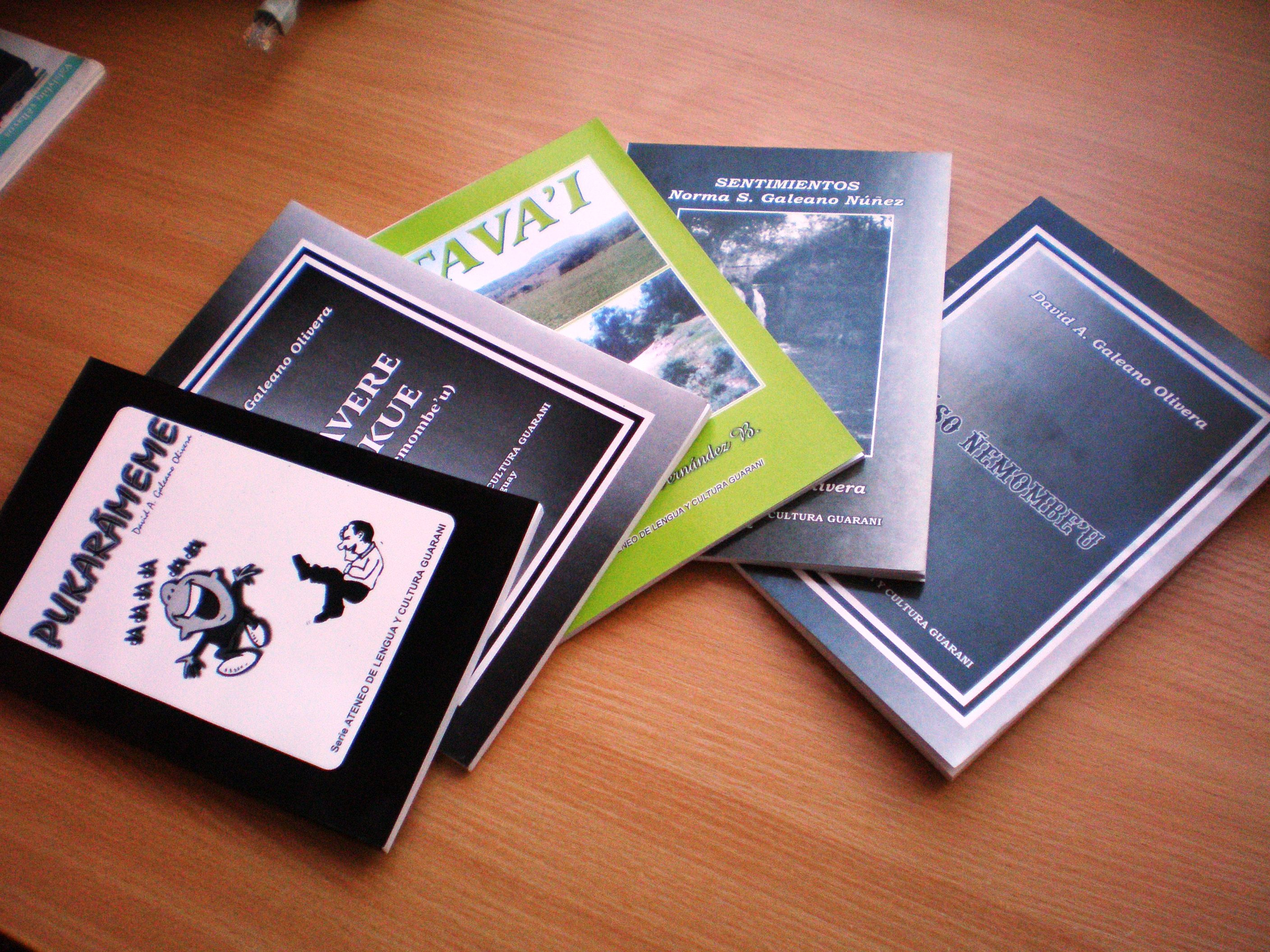
Книги на языке гуарани

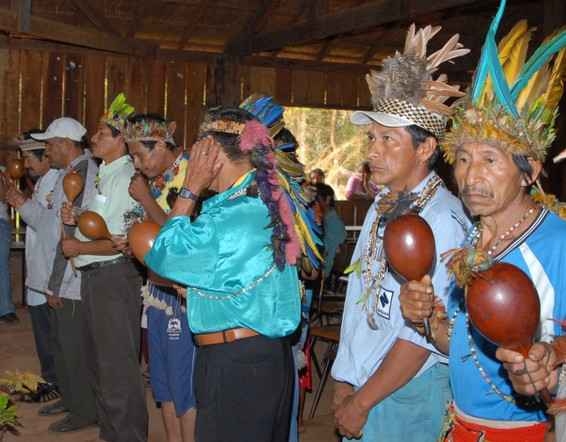
Современные гуарани

В Парагвае потомки гуарани составляют большинство неевропейского населения страны. Почти все лесные племена на границах Парагвая также относятся к гуарани. В Боливии гуарани трёх разных групп (ава, чиригуано, симба) живут в пограничных с Аргентиной и Парагваем районах и представлены в Ассамблее народа гуарани.
Парагвайский гуарани является одним из двух официальных языков страны, при этом им владеют до 90 % населения Парагвая неиндейского происхождения — явление исключительное для языка коренного населения в Южной и Северной Америке, а также представители других индейских народов.
На гуарани ведётся преподавание в школах, а в 2009 году Боливия открыла университет с преподаванием на гуарани.

## Известные гуарани
Известными представителями народа гуарани являются вратарь сборной Парагвая по футболу Хосе Луис Чилаверт и Сепе Тиараху, вождь повстанцев XVIII века.